# Das Mädchen mit dem indischen Smaragd
Das Mädchen mit dem indischen Smaragd ist ein zweiteiliges deutsches Drama aus dem Jahr 2013.

## Handlung

### Teil 1
Kurz vor Weihnachten erhält die Lehrerin Annie Krüger einen Anruf aus Indien. Ihr Vater, der eigentlich im Urlaub in Spanien sein sollte, ist aus einem Hotel in Jaipur verschwunden. Kurzerhand bucht sie einen Flug nach Indien und macht sich auf den Weg. Unterwegs lernt sie an Bord des Flugzeuges den reichen Inder Arun kennen.
In Indien angekommen macht sich Annie auf den Weg zu dem Hotel, in dem ihr Vater gewohnt hatte, dabei wird ihr ihre Handtasche gestohlen und sie lernt den Inder Karan kennen. Karan ist ein Paria, dem es gelingt Annies Habseligkeiten von den Dieben zurückzubekommen und der sie in den nächsten Tagen in seiner Rikscha durch Jaipur begleitet. Dabei entwickelt sich zwischen den beiden eine tiefe Verbundenheit.
Als Annie im Hotelzimmer ihres Vaters eine Liste mit Namen einflussreicher Inder findet, versucht sie herauszufinden was sich dahinter verbirgt, doch niemand will mit ihr sprechen, bis auf Maritha Singh, eine geheimnisvolle Maharani. Diese kennt Annies Vater, den Arzt Wilhelm Krüger, noch von seiner früheren Tätigkeit. Im Palast trifft Annie überraschenderweise wieder auf Arun, den Sohn von Maritha.  Um Annie bei der Suche nach ihrem Vater zu unterstützen lädt Arun sie zu einer Wohltätigkeitsveranstaltung am nächsten Abend ein. Dort hofft Annie mit den einflussreichen Indern ins Gespräch zu kommen. Da Arun kindisch eifersüchtig auf Karan ist lässt er seinen Diener dafür sorgen, dass Karans Haus in den Slums zerstört und er verhaftet wird. Auf der Wohltätigkeits-Gala erfährt Annie dann, dass der riesige Smaragd aus dem Märchen, welches sie ihrer Schulklasse vor ihrer Abreise nach Indien noch erzählt hatte, existiert und sich im Besitz der Maharani befindet.
Von einer Freundin der Maharani erfährt Annie, dass ihr Vater ein Verhältnis mit der indischen Hebamme Meena hatte. Diese Spur führt aber ins Leere, da Meena bereits vor einigen Jahren gestorben ist. Sie hatte, nachdem Annies Vater das Land verlassen hatte, eine Stiftung gegründet. Annie hofft, dass Meenas Bruder, Minu-Minu, ihr helfen könnte. Er hat nach einem Unfall beide Beine verloren und wird nun von den Bewohnern des Slums als Zauberer angesehen. Doch noch vor ihrem Gespräch mit Minu-Minu erhält Annie von Maritha die Nachricht, dass sich die Polizei sicher sei, ihr Vater sei bereits tot. Es heißt, dass er nach einem Autounfall in einem Taxi verbrannte und nur sein Ehering übriggeblieben sei. Geschockt findet Annie Trost bei Arun. Am Ufer des Ganges hält sie mit ihm die Trauerfeier für ihren Vater ab.

### Teil 2
Annie ist fest entschlossen abzureisen, aber Arun überredet sie noch an einem Dinner mit seiner Mutter und weiteren Gästen teilzunehmen. Dabei kommt zur Sprache, dass die Hebamme Meena Maritha damals auf ihrer Hochzeit erpresst haben soll.
Am nächsten Tag begleitet Arun Annie zum Flughafen, doch vorher bringt er sie an einen heiligen Ort und macht ihr einen Heiratsantrag. Als Zeichen seiner Liebe schenkt er ihr den grünen Smaragd. Noch in diesem Moment erscheint plötzlich Minu-Minu und rät Annie nach Cheepal zu gehen, dann wird er von der Polizei abgeführt.
Vollkommen verstört lehnt Annie den Heiratsantrag ab. Doch der Rat des Zauberers lässt ihr keine Ruhe und so sucht sie alle Informationen, die sie bekommen kann und entscheidet sich gegen den Rückflug.
Angekommen am Kolonial-Friedhof Cheepal findet Annie plötzlich ihren „eigenen“ Grabstein. Auf ihm ist zu lesen, dass Annie Krüger 1981 im Alter von drei Monaten gestorben ist. So stellt sich für Annie die Frage: Wer ist sie wirklich und woher stammt sie? Um mehr zu erfahren, versucht sie mit Hilfe von Arun Minu-Minu im Gefängnis zu treffen, doch dieser ist angeblich bei einem Fluchtversuch gestorben. Im Gefängnis treffen sie allerdings auf Karan, der immer noch hier festgehalten wird und Annie erfährt, dass Arun für die Zerstörung von Karans Haus verantwortlich ist.
Da sie vermutet, dass ihre Herkunft mit dem Wirken der Hebamme Meena zusammenhängt, sucht sie Hilfe bei Dr. Hager, der heutigen Leiterin von Meenas Stiftung. Diese erläutert ihr auch die Rolle der Frau in Indien und dass die Geburt eines Mädchens für die meisten Familien einer Katastrophe gleichkäme und nur Jungen als Stammhalter willkommen sind.
Die Maharani lässt Annie zu sich kommen und bietet ihr Geld dafür, dass sie umgehend das Land verlässt. Dabei gesteht sie ihr ein, dass Annie mit Meenas Hilfe durch einen Jungen ausgetauscht wurde.  Entsetzt muss Annie erkennen, dass sie als die Erstgeborene die eigentliche Erbin des Maharadschas ist und verlässt den Palast. Als Arun erscheint, muss seine „Mutter“ ihm erklären, dass er gar nicht ihr Sohn ist. Auch er verlässt wortlos das Anwesen.
Überraschend taucht Annies Vater wieder auf. Er gibt sich seiner „Tochter“ zu erkennen und gibt an, untertauchen zu müssen, da er in Gefahr ist, weil er die falschen Eltern erpresst hat. Annie ist wild entschlossen, den Skandal an die Öffentlichkeit zu bringen. Mit Aruns Hilfe, der sich bei ihr für sein Verhalten entschuldigt und verspricht, Karans Haus wieder aufzubauen, findet sie versteckte Unterlagen, aus denen hervorgeht, dass weitere acht Kinder ausgetauscht wurden. Nach und nach wird Annie auch klar, dass sie mit der Recherche die indische Hierarchie zerstören wird. Arun indessen verliert den Boden unter den Füßen, als er erkennen muss, dass er aus dem schlimmsten Slum von Jaipur stammt. Er, der angeblich in die oberste Kaste geboren wurde, ist ein Geringerer als Karan. Als er das erkennen muss, kann er die Schmach nicht anders verwinden, als den Freitod zu wählen.
Die Maharani indessen wird abgeführt, da aufgrund der Aussagen von Annie und ihrem „Vater“ die Behörden informiert wurden. Als Erbin der Familie Singh kann Annie Meenas Stiftung finanziell unterstützen und deren langgehegten Wunsch, für die verstoßenen und verwaisten Mädchen von Jaipur ein Dorf der „1000 Girls“ aufzubauen, Wirklichkeit werden lassen.

## Produktion und Veröffentlichung
Der Film wurde in Jaipur und Amber, Indien, gedreht. In Deutschland erschien er als Zweiteiler zu jeweils 90 Minuten Spieldauer im ZDF. Der erste Teil erreichte 5,74 Mio. Zuschauer und einen Marktanteil von 15,4 %, der zweite Teil 6,11 Mio. Zuschauer und 18,4 % Marktanteil. Auf DVD wurde der Film am 6. Dezember 2013 veröffentlicht.

## Rezeption
Der Film erhielt vielfach positive Kritiken. So lobte die Rheinische Post in ihrem Beitrag „Das Mädchen mit dem indischen Smaragd“ – Lehrerin in Indiens Märchenreich, dass es mit spektakulären, kinoähnlichen Bildern wie intensiver Farbenpracht, malerischen Tempeln, imposanten Palästen und schneebedecktem Himalaya, aber auch brutaler Armut, Ausbeutung und ausgrenzendem Kastensystem gelungen sei, das verwirrende, spirituell aufgeladene Land ein wenig näherzubringen.
Die FAZ konstatierte, dass die „märchenhafte Indien-Schnulze“ zwar nichts mit der elenden Realität zu tun habe, allerdings durch Optik und gute Darsteller überzeuge.